# 青春Amigo
《青春Amigo》，是日本傑尼斯事務所兩名藝人龜梨和也（KAT-TUN）和山下智久（NEWS）以自己在電視劇《野豬大改造》中的角色名組成的期間限定歌唱團體修二與彰的單曲。2005年11月2日由傑尼斯娛樂發行。是2005年度日本單曲銷量冠軍。
在電視劇《野豬大改造》，龜梨和也和山下智久分別飾演桐谷修二和草野彰，並組成期間限定組合「修二與彰」演唱具有「1980年代日本歌謠曲風格」的角色歌《青春Amigo》作為電視劇的主題曲，單曲CD也在劇集播放期間發行。單曲CD分初回生產限定盤和通常盤，除了收錄主曲《青春Amigo》之外，c/w曲還包括以山下智久和龜梨和也個人名義演唱的自己主演的電視劇的插曲《Colorful》和《絆》。台灣版和瑞典版也分別在2005年11月16日和2006年6月21日發行。
單曲發行後首週初動520,419張，獲得Oricon單曲週榜冠軍（總計4週），是繼淺香唯、大西結花、中村由真組成的風間三姉妹的《Remember》和長瀨智也飾演的櫻庭裕一郎的《一個人的牙刷》的第3首取得週榜冠軍的角色歌。次週銷量仍高達250,108張，4個星期內銷量就突破一百萬。Oricon公信榜在榜長達65週，在榜期間總銷量達1,621,667張，是2005年度日本單曲銷量冠軍，2006年度銷量季軍。
獲得日本唱片業協會的百萬銷量唱片認證，被選為第78屆選拔高等學校棒球大會的開幕進行曲。

## 收錄曲目

### 初回生產限定盤
1. 青春Amigo - 修二與彰
  - 作詞：zopp；作曲、編曲：Shusui, Fredrik Hult, Jonas Engstrand, Ola Larsson
  - 日本電視台電視劇《野豬大改造》主題歌
2. Colorful - 山下智久
  - 作詞：山下智久；作曲：森元康介；編曲: 十川知司
  - TBS系電視劇《東大特訓班》插曲
3. 絆 - 龜梨和也
  - 作詞：龜梨和也；作曲、編曲：馬飼野康二
  - 日本電視台電視劇《極道鮮師第2季》插曲

### 通常盤
1. 青春Amigo
2. Colorful
3. 絆
4. 青春Amigo（Original Karaoke）
5. Colorful（Original Karaoke）
6. 絆（Original Karaoke）

## 外部連結
- 唱片介紹 （日語）